# Cristian Ramírez
Pour les articles homonymes, voir Ramírez.
Cristian Leonel Ramírez Zambrano, ou simplement Cristian Ramírez, né le 12 août 1994 à Santo Domingo en Équateur, est un footballeur international équatorien évoluant au poste d'arrière gauche. Il joue actuellement pour le club du Lokomotiv Moscou.

## Biographie

### Carrière de joueur
Cristian Ramirez a commencé sa carrière en 2008 au Brasilia (en). En août 2009, il est acheté par l'Independiente del Valle, il fait ses débuts professionnels le 28 avril 2011 durant un match contre le CD El Nacional. 
Après la Coupe du monde des moins de 17 ans, il a eu un essai avec le Borussia Dortmund, le contrat n'a pas être signé par le club car l'UEFA limite la signature de joueurs étrangers de moins de 18 ans. En avril 2012, il a eu un essai de 10 jours avec Tottenham Hotspur de Harry Redknapp, cependant le règlement de la Premier League empêcher le transfert.
Le 25 mai 2013, il rejoint le club de 2. Bundesliga du Fortuna Düsseldorf, où il signe un contrat portant jusqu'en juin 2016. Il a joué 16 rencontres lors de sa première saison en Allemagne.
Le 17 juin 2014, il a été confirmé que Cristian est prêté au FC Nuremberg pour la saison 2014-2015.
En 2017, il signe au FK Krasnodar.
Il annonce avoir obtenu la nationalité russe le 3 juin 2021.

### Équipe nationale
Cristian Ramírez participe à la Coupe du monde des moins de 17 ans 2011 au Mexique avec l'équipe d'Équateur.
Cristian Ramírez est convoqué pour la première fois par le sélectionneur national Reinaldo Rueda pour un match amical face à le Honduras le 20 novembre 2013 (défaite 2-1). Il entre à la 82e minute à la place de Renato Ibarra (2-2).
Cristian Ramírez est sélectionné dans la liste provisoire des 30 joueurs pour la Coupe du monde 2014 par Reynaldo Rueda. Le 1er juin, Cristian n'est pas retenu dans la liste des 23 joueurs pour jouer la Coupe du monde 2014 au Brésil.

## Statistiques

### Générales
Le tableau ci-dessous résume les statistiques en match officiel de Cristian Ramírez durant sa carrière de joueur professionnel.
| Saison                | Club                  | Championnat           | Championnat | Championnat | Coupe(s) nationale(s) | Coupe(s) nationale(s) | Compétition(s) continentale(s) | Compétition(s) continentale(s) | Compétition(s) continentale(s) | Équateur | Équateur | Total | Total |
| Saison                | Club                  | Division              | M.          | B.          | M.                    | B.                    | Comp.                          | M.                             | B.                             | M.       | B.       | M.    | B.    |
| 2011                  | Independiente         | Serie A               | 24          | 0           | -                     | -                     | -                              | -                              | -                              | -        | -        | 24    | 0     |
| 2012                  | Independiente         | Serie A               | 32          | 0           | -                     | -                     | -                              | -                              | -                              | -        | -        | 32    | 0     |
| 2013-2014             | Fortuna Düsseldorf    | 2. Bundesliga         | 16          | 0           | 1                     | 0                     | -                              | -                              | -                              | 2        | 0        | 19    | 0     |
| 2014-2015             | FC Nuremberg          | 2. Bundesliga         | 7           | 0           | 1                     | 0                     | -                              | -                              | -                              | 2        | 0        | 10    | 0     |
| Total sur la carrière | Total sur la carrière | Total sur la carrière | 75          | 0           | 2                     | 0                     | -                              | -                              | -                              | 4        | 0        | 81    | 0     |

### En sélection nationale
| Saison                | Sélection             | Phases finales          | Phases finales | Phases finales | Phases finales | Éliminatoires CDM | Éliminatoires CDM | Éliminatoires CDM | Matchs amicaux | Matchs amicaux | Matchs amicaux | Total | Total | Total |
| Saison                | Sélection             | Compétition             | M              | B              | Pd             | M                 | B                 | Pd                | M              | B              | Pd             | M     | B     | Pd    |
| --------------------- | --------------------- | ----------------------- | -------------- | -------------- | -------------- | ----------------- | ----------------- | ----------------- | -------------- | -------------- | -------------- | ----- | ----- | ----- |
| 2013-2014             | Équateur              | Coupe du monde 2014     | -              | -              | -              | -                 | -                 | -                 | 2              | 0              | 0              | 2     | 0     | 0     |
| 2014-2015             | Équateur              | Copa América 2015       | -              | -              | -              | -                 | -                 | -                 | 2              | 0              | 0              | 2     | 0     | 0     |
| 2015-2016             | Équateur              | Copa América Centenario | 1              | 0              | 0              | -                 | -                 | -                 | 1              | 0              | 0              | 2     | 0     | 0     |
| 2016-2017             | Équateur              | -                       | -              | -              | -              | 2                 | 1                 | 0                 | 2              | 0              | 1              | 4     | 1     | 1     |
| 2017-2018             | Équateur              | -                       | -              | -              | -              | 4                 | 0                 | 0                 | -              | -              | -              | 4     | 0     | 0     |
| 2018-2019             | Équateur              | Copa América 2019       | 2              | 0              | 0              | -                 | -                 | -                 | 5              | 0              | 0              | 7     | 0     | 0     |
| 2024-2025             | Équateur              | -                       | -              | -              | -              | 1                 | 0                 | 0                 | -              | -              | -              | 1     | 0     | 0     |
| Total sur la carrière | Total sur la carrière | Total sur la carrière   | 3              | 0              | 0              | 7                 | 1                 | 0                 | 12             | 0              | 1              | 22    | 1     | 1     |

### Buts internationaux
| 0   | Date           | Lieu                                        | Compétition                       | Résultat | Adversaire | Détail | Détail         | Détail | Sél. |
| --- | -------------- | ------------------------------------------- | --------------------------------- | -------- | ---------- | ------ | -------------- | ------ | ---- |
| 1er | 6 octobre 2016 | Estadio Olímpico Atahualpa, Quito, Équateur | Éliminatoires Coupe du monde 2018 | V 3-0    | Chili      | 23e    | du pied gauche | 2-0    | 6e   |

## Palmarès
Ferencváros TC
- Coupe de Hongrie : 2015 et 2016
- Championnat de Hongrie : 2016 et 2024